# Brantford
Brantford is een stad in de Canadese provincie Ontario gelegen aan de Grand River. De stad heeft een oppervlakte van ruim 71 km2 en telde 93.650 inwoners bij de volkstelling in 2011. Brantford ligt op een hoogte van 248 m boven zeeniveau.
Brantford werd in 1830 gesticht en vernoemd naar Joseph Brant, een leider van de Mohawks (indianenvolk) die zich na de Amerikaanse Onafhankelijkheidsoorlog in het gebied vestigde. In het midden van de 19e eeuw groeide Brantford onder meer door zijn ligging aan diverse kanalen en in 1877 werd het officieel een stad. Brantford kreeg bekendheid in 1876 toen Alexander Graham Bell van hieruit de eerste langeafstandstelefoonverbinding tot stand bracht met het nabijgelegen plaatsje Paris, de stad haar bijnaam Telephone City gevend. De plaats waar Bell woonde en werkte, is thans het Bell Homestead en is als museum opengesteld. Tevens is Brantford de plaats waar Ontario's oudste protestantse kerk te vinden is, de Mohawk Chapel.
Met name in de eerste helft van de 20e eeuw was Brantford een belangrijk industrieel centrum maar vanaf de jaren tachtig kampte de stad met economische neergang en hoge werkloosheid en werd het een van de meer achtergestelde plaatsen in Ontario. Verbeteringen in de infrastructuur rond Brantford en een dalende werkloosheid in de eerste jaren van de 21e eeuw zorgden voor een economische opleving.

## Geboren
- Wayne Gretzky (1961), ijshockeyer
- Devyn Nekoda (2000), actrice